# Schemaläggning
Schemaläggning innebär att fördela aktiviteter och resurser (till exempel lokaler, processer eller personal) i ett schema ibland även kallad för arbetsflöde (workflow) .
Oftast innebär detta att någon form av optimering förekommer, så att allt som behöver schemaläggas får tillgång till det de behöver när de behöver det. Ofta är detta inte möjligt att uppnå till perfektion, så istället får optimeringen skapa någon form av bästa snitt. För att göra en sådan optimering maskinellt kan en  schemaläggningsalgoritm användas.
Schemaläggning innebär att fördela resurser över tid för att utföra specifika arbetsuppgifter. Målet är att hitta en så bra sammansättning av anställda så att efterfrågan tillfredsställs till minimal kostnad. Man måste dock ta hänsyn till fackliga lagar, varierande efterfrågan och andra restriktioner. 
Schemaläggning är ett arbete som är beroende av de förutsättningar som finns och kan bli mer eller mindre komplext och arbetskrävande. För att kunna lägga ett så bra schema som möjligt är det viktigt att identifiera faktorer såsom utnyttjandegrad och förseningar.
Olika områden där schemaläggning förekommer är till exempel:
- Schemaläggning av program i till exempel TV och radio, för att programmen inte ska sända samtidigt.
- Processchemaläggning i en dator, för att olika program och processer ska kunna dela på en processor, ett minne eller en extern enhet.
- Produktionsschemaläggning, för att tillverkandet av en produkt ska löpa fritt i industrin och resurser, maskiner och råvaror finns tillgängliga när de behövs.
- Personalschemaläggning, så att olika personer som behöver träffas gör detta, och personer som behöver vara ensamma får vara det.